# Aurel Racovitză

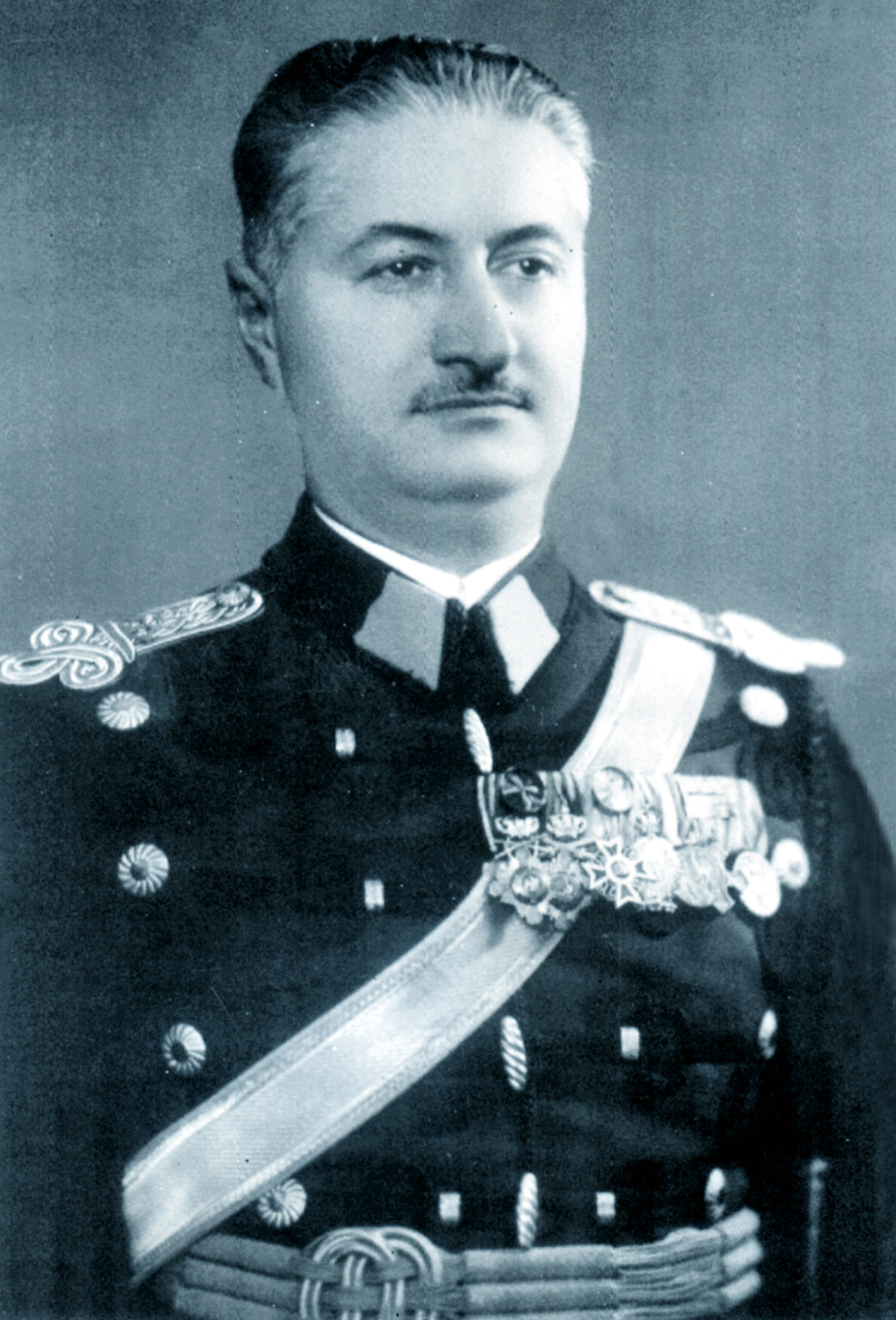
Brigadegeneral Aurel Racovitză 1939

Ioan Aurelian (Aurel) Racovitză (* 29. Mai 1890 in Botoșani; † 24. Juni 1957 in Bukarest) war ein aus einer alten, herrschaftlichen moldauischen Bojarenfamilie stammender rumänischer Diplomat und Brigadegeneral sowie Kommandant der 6. Kavalleriebrigade.

## Herkunft

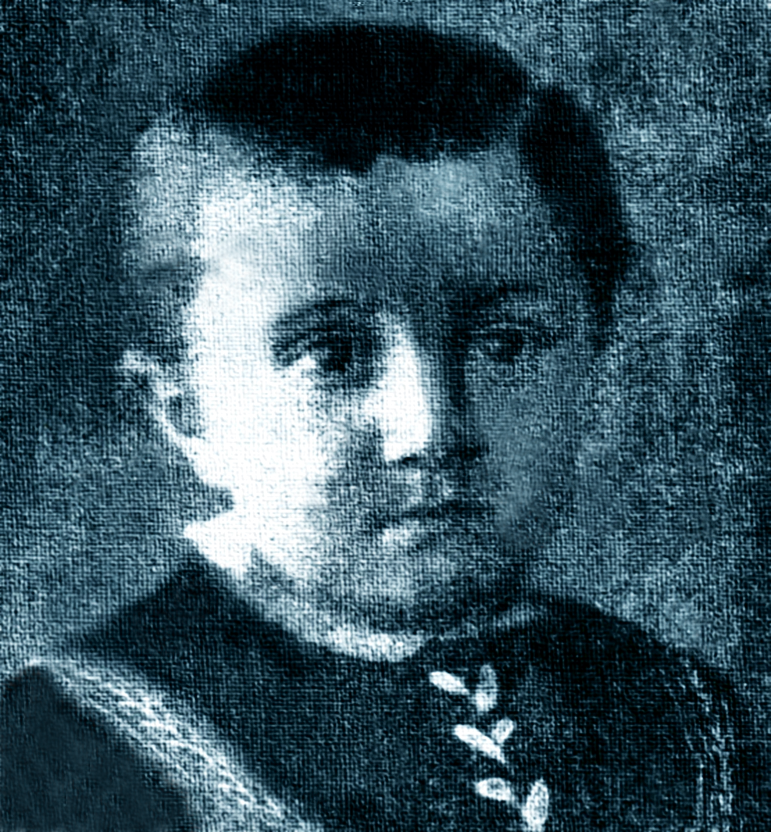
Aurel Racovitză am 23. November 1892

Das Geschlecht der Racoviță (Racovitză) entstammt einer alten moldauischen Bojarenfamilie, die einst sowohl dort, als auch im Fürstentum Walachei, mehrere Fürsten sowie zahlreiche hohe Würdenträger stellte. Vor dem 16. Jahrhundert wurde es „Cehan“ genannt. Die ersten genealogischen Informationen der Linie Racovitză (Racoviță) erschienen am Ende des sechzehnten Jahrhunderts, mit Erwähnung des Cehan Vătaful, Großgrundbesitzer am Pruth. Um das Jahr 1662 nahm der Großkanzler Cehan den Namen Racovițză an. Sein Nachfahre Mihai Vodă Racovițză war zuerst zwischen 1704 und 1727 Fürst der Moldau, sodann von 1741 bis 1744 jener der Walachei. Er war ein bodenständiger, Herrscher, der nicht vom Dīwān bestimmt worden war. Constantin (1763) und sein Bruder Stefan (1764), Söhne Michaels aus der Ehe mit Elizabeta Cantemir, waren ebenfalls Woiwoden der Walachei. Mihalache Racovițză, Bruder des obigen Stefan, war (Großdragoman 1773) und der Vorfahr des Aurel.

## Biographie

### Die Jahre der Entwicklung

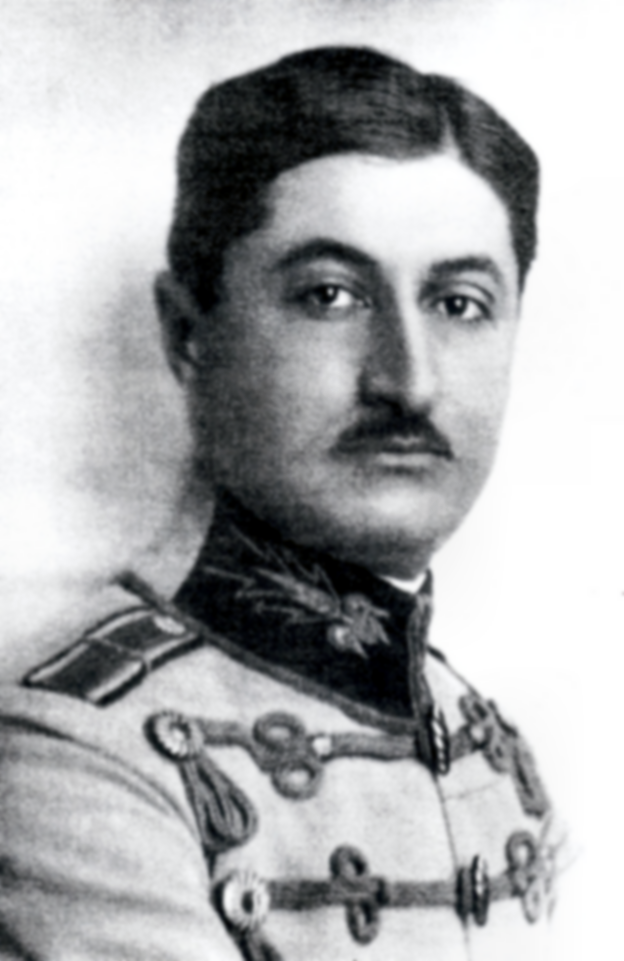
Aurel Racovitza als Leutnant 1912

Aurel war der zweite Sohn des Ion und seiner Gattin Adela Iurașco. Der Junge durchlebte eine schwierige Kindheit. Seine Mutter starb früh und er musste die Schule weit weg von zuhause besuchen. Nach dem Absolvieren der Grundschule an der „Schule für Jungen Nr. 1“ in Târgu Ocna, im Kreis Bacău (1897–1901), frequentierte er zuerst in Bacău das Gymnasium „Principele Ferdinand“ (1901–1905) und danach das Militärgymnasium in Iași (1905–1908). Zwei Jahre später besuchte er die Kavallerie-Militärschule in Târgoviște. Anschließend war er bis zum 1. Juli 1910 als Leutnant dem Roșiori-Elitekavallerieregiment Nr. 7 „Cuza Voda“ zugeteilt, wo er die Qualifikation für die „Spezial-Kavallerie-Schule“ erwarb und am 21. Juni 1913 als bester unter 28 Auszubildenden bestand.
Wieder zu seinem Regiment transferiert, nahm der Offizier am Zweiten Balkankrieg in Bulgarien im Sommer 1913 teil, wo er den Auftrag erhalten hatte, die Schluchten von Petrihon nördlich von Sofia zu erkunden. Aurel kehrte mit enorm wichtigen Informationen und Erkenntnissen zurück. Aus diesem Grund wurde er zum Oberleutnant und Kompaniechef innerhalb seines Regiments befördert. Anschließend arbeitete er als Offizier und Regimentsadjutant sowie beim Mobilisierungsamt. Ab dem 1. April 1915 wurde er dem Reiterregiment Nr. 8 zugeteilt. Dort war er Regimentsadjutant und stellvertretender Leiter der Mobilisierungsabteilung. Wegen seiner hervorragenden Dienste schlug ihn General David Praporgescu, Kommandant der 4. Kavalleriebrigade, für die Aufnahme in die „Oberste Kriegsschule“ („Școala Superioară de Război“) vor. Mit dem erfolgreichen Abschluss sollte aber Racovitză bis zum Ende des Ersten Weltkrieges warten müssen.

### Im Ersten Weltkrieg
Zu Beginn des Eintritts Rumäniens in den Ersten Weltkrieg am 27. August 1916 war der Offizier im Einsatz beim königlichen Begleitregiment in Bukarest (1. Juli 1916) und wurde sodann als Offizier im Amt für Operationen der 18. Infanteriedivision mit Hauptsitz in Călugăreni abgeordnet. Während dieser Zeit besuchte er auch die „Oberste Kriegsschule“, die zur Vorbereitung auf seine Funktion als Generalstabsoffizier zählte.
Am 1. November 1916 wurde Racovitză zum Hauptmann befördert und dem Kommando der 7. Infanteriedivision in der Zone Bacău zugewiesen. In der nächsten Zeit zeichnete er sich durch das Sammeln von Frontinformationen sowie geglückte Aufklärungsmissionen aus.
Am 1. September 1917 wurde er zum Major ernannt und am 8. Januar 1918 Generalstabsoffizier im Hauptquartier des Operationsbüros II und Chef des Amtes für Informationen und Operationen bei der Kommandantur der 15. Infanteriedivision (Juni bis Oktober 1918).

### In der Zwischenkriegszeit

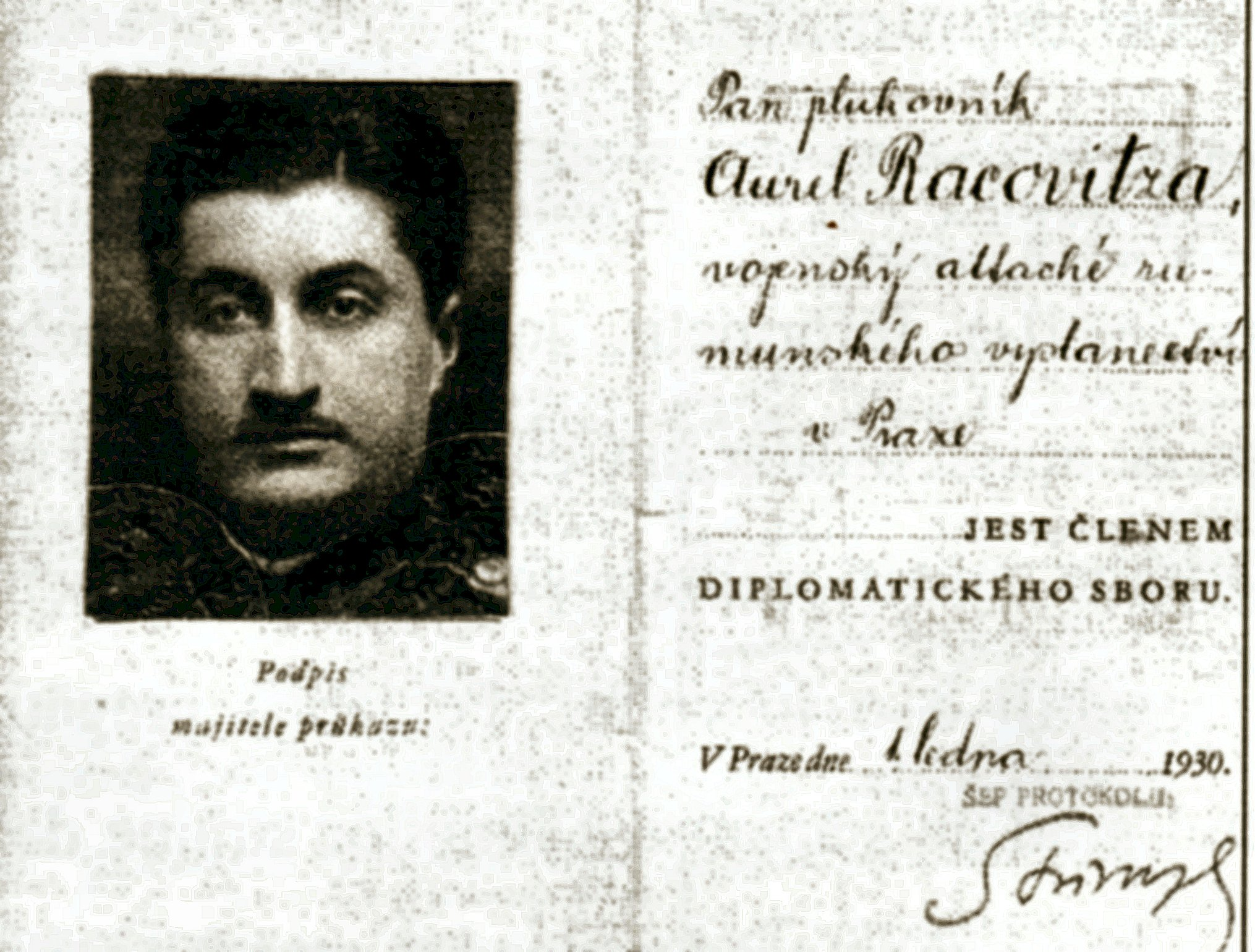
Attachéausweis des Aurel Racovitză 1930

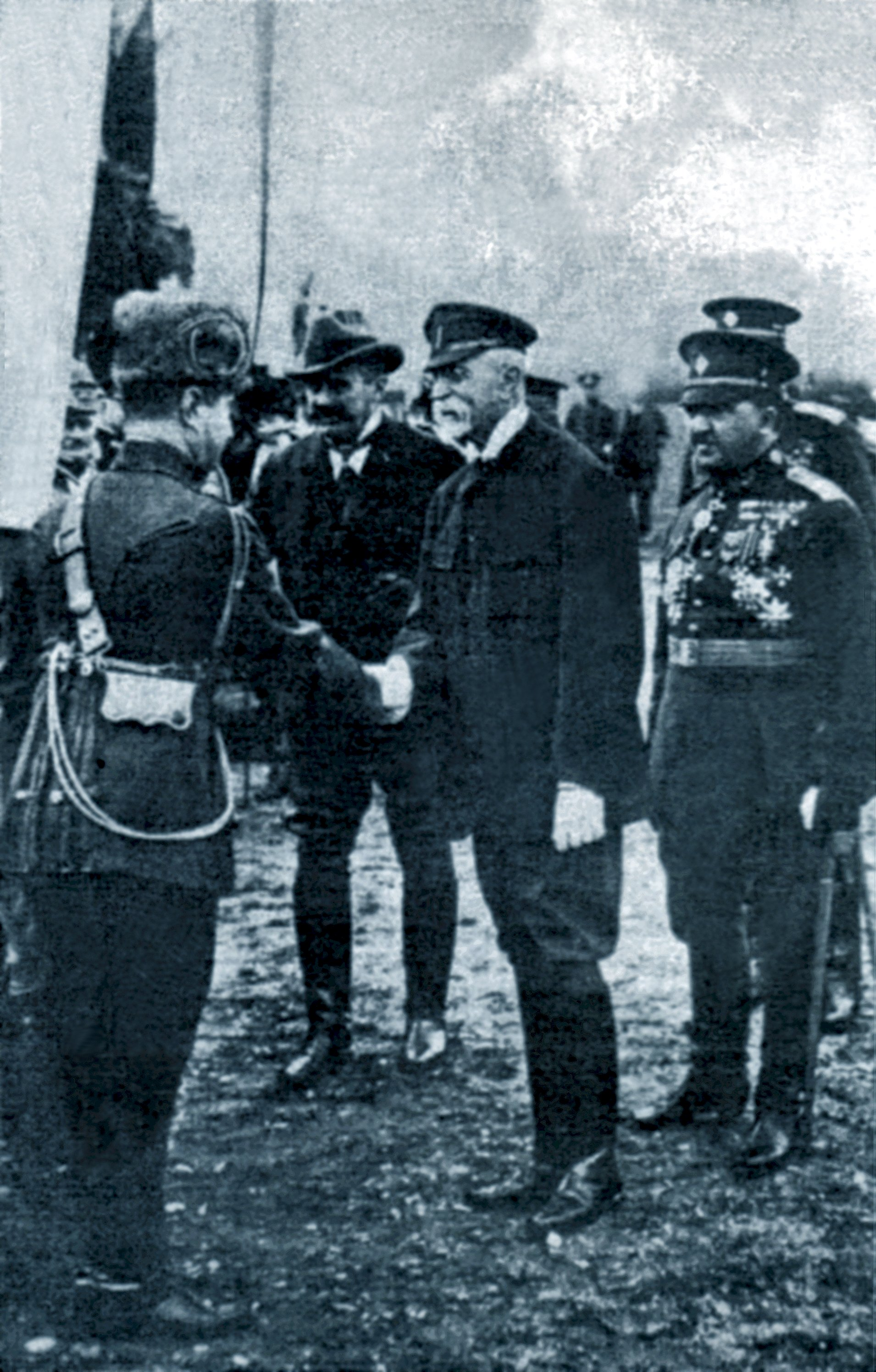
Aurel Racovitză und Präsident Masaryk 1928

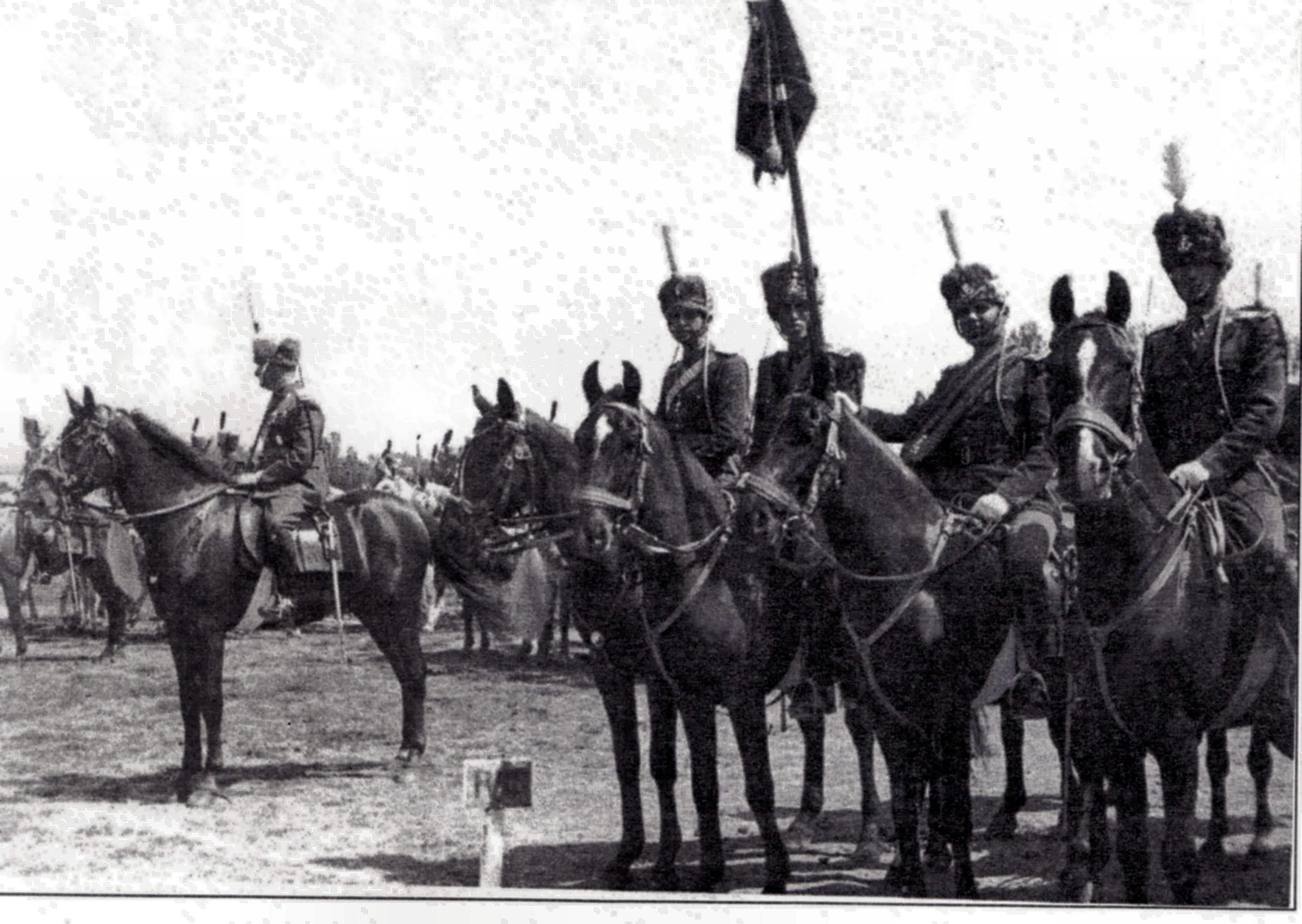
Aurel Racovitza li., vor der Truppenparade, 10. Mai 1937

Nachdem der Kriegsteilnehmer endlich die oben erwähnte Schule 1920 mit sehr gutem Erfolg abgeschlossen hatte, wurde er in verschiedenen Positionen verwendet, unter anderem als Stabsoffizier im Generalstab und dann wieder bei der Truppe im 11. Reiterregiment Roșiori in Czernowitz. 1923 avancierte er zum Vertreter des Generalstabsbüros. Am 10. August 1927 rückte er per königlichem Dekret zum Oberstleutnant der Kavallerie und zum Großen Generalstab in der Abteilung II (Informationen) versetzt.
Im Auftrag des Generalstabs erfüllte Racovitză vom 31. August 1927 bis zum 1. November 1930 als politischer und militärischer Beobachter das Amt eines Militärattachés in der Tschechoslowakei. Er war auch in Österreich akkreditiert. Die Informationen, die er in sein Land schickte, wurden als höchst bedeutsam bewertet. In seiner Funktion als Militärattaché beschäftigte er sich mit der Verwirklichung einer guten militärischen Zusammenarbeit zwischen Rumänien und der Tschechoslowakei, so das Senden von Informationen über neue Waffen und Kampftechniken der ungarischen Armee.
Auf Grundlage dieser Informationen zog der rumänische Generalstab die Möglichkeit eines durch Ungarn ausgelösten möglichen militärischen Konflikts nicht aus und schlug die Errichtung gemeinsamer Verteidigungskräfte im Rahmen der Kleinen Entente vor, bestehend aus 20 tschechoslowakischen, 12 jugoslawischen und 8 rumänischen Divisionen. Rumänien konnte anfänglich nur so wenige stellen, da 15 große Einheiten bereitstanden, um sich eines eventuellen bulgarischen Angriffs erwehren zu können. Am zehnten Jahrestag des Waffenstillstandes und der Gründung des tschechoslowakischen Staates am 11. November 1928 begrüßte Präsident Tomáš Garrigue Masaryk den rumänischen Militärattaché per Handschlag.
Ab dem 2. November 1930 war er als stellvertretender Leiter der Kavalleriegeneralinspektion in Verwendung und widmete sich in jener Zeit der Lösung spezifischer Probleme, wie zum Beispiel der Gestaltung und Ausarbeitung einer neuen Regelung für die Truppen in Übereinstimmung mit dem neuen Militärgesetz.
Am 1. Oktober 1932 fand man den Offizier als stellvertretenden Kommandeur einer Eliteeinheit, dem Garderegiment Nr. 4 Roșiori, „Regina Maria“. Auf den Tag genau zwei Jahre später wurde er zum Direktor der Kavallerie-Offiziersschule von Târgoviște berufen, die er bis zum 30. Juni 1936 leitete. Während dieser Zeit wurde er am 1. Januar 1935 zum Oberst befördert.
Am 1. Juli 1936 wurde der Oberst zum Kommandanten des Garderegiments Nr. 4 Roșiori, „Regina Maria“, ernannt und jeweils nach den königlichen Manövern 1937 und 1938 für das Auftreten seiner Soldaten belobigt. Neben seinem Kommandoposten besuchte er die Garnisonsschule für Offiziere, wo er das notwendige Wissen, zum Beispiel über die diversen taktischen Situationen, unter Beweis stellen konnte.
Zwischen dem 1. November 1938 und dem 1. Juli 1939 fungierte er als Generalstabschef der Sonderinspektion der Kavallerie und belegte zugleich den militärischen Führerkurs, dessen Frequentierung notwendig für einen Generalsanwärter war. In Folge erhielt er am 1. Juli 1939 das Kommando über die 6. Kavallerie-Brigade und wurde am 25. Oktober des Jahres zum Brigadegeneral befördert.

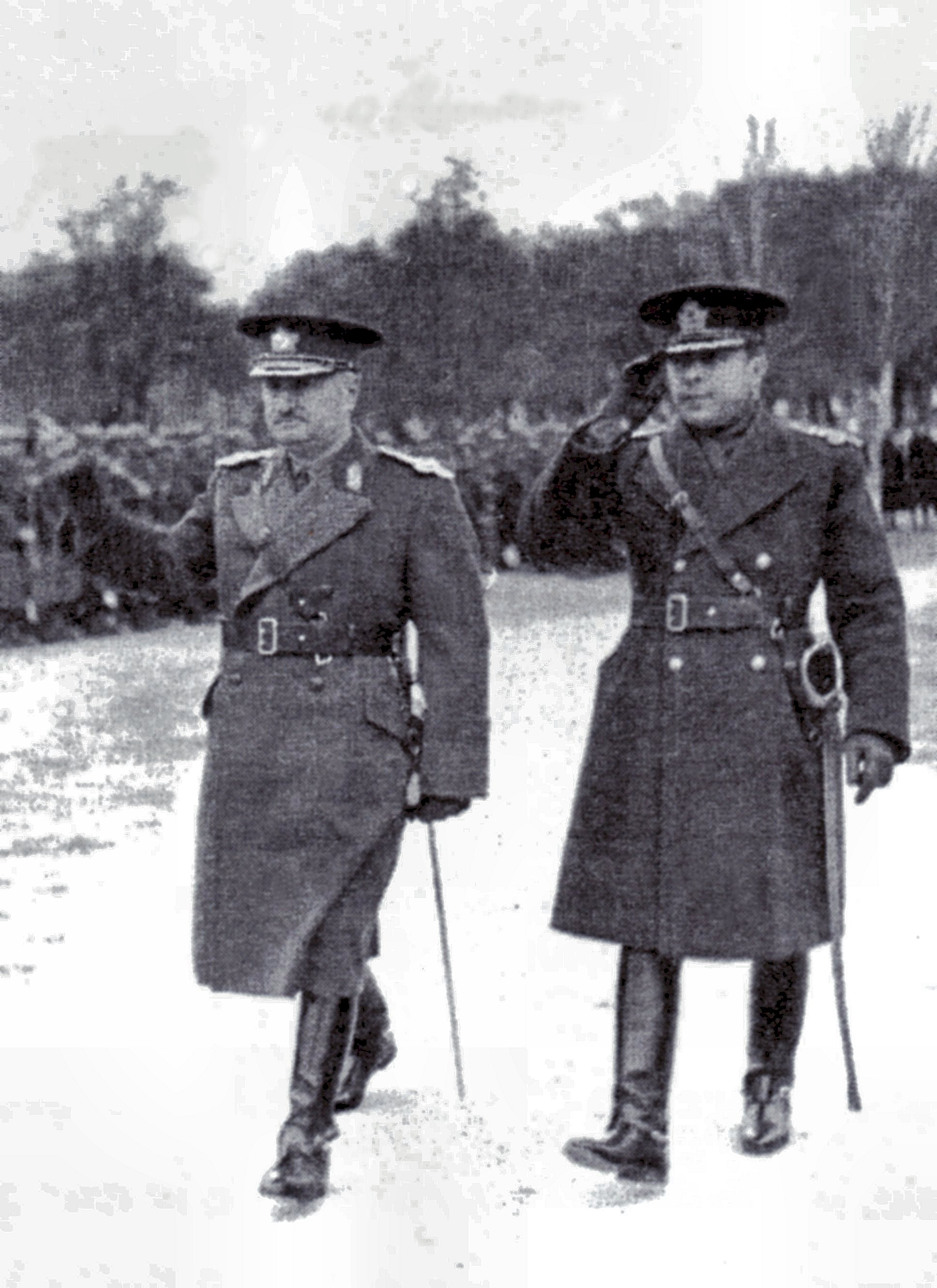
Truppenabnahme durch General Aurel Racovitza, li.

### Im Zweiten Weltkrieg
Der Zeitablauf seiner zwischen 1939 und 1940 nach Chișinău ausgelagerten Brigade (hauptsächlich bestehend aus den Eliteregimentern Nr. 4 Roșiori, „Regina Maria“ und Nr. 9 Roșiori, „Regina Elena“) war geprägt von einer intensiven Ausbildungstätigkeit und Vorbereitung auf den Krieg. Danach führte er im Rahmen einer Regruppierung der Einheiten das Regiment Nr. 9 Roșiori, die 3. und 4. Kavalleriedivision sowie eine Division Reiterartillerie in Cetatea Albă.
Auf Grund der sowjetischen Ultimaten vom 26. und 28. Juni 1940 musste sich die rumänische Armee aus Bessarabien und der nördlichen Bukowina zurückziehen.
Zwischen dem 1. September 1940 und 10. Januar 1941 sicherte er sich den Befehl über die 3. Kavalleriedivision. Dann wurden die Kavallerieeinheiten neu organisiert und die Kavalleriedivisionen abgeschafft. Für die 6. Kavalleriebrigade änderte sich deswegen auch die Zusammensetzung. Sie bestand nun aus den Regimentern Nr. 9 und Nr. 10 Roșiori, dem Reiterregiment Nr. 5, dem Reiterartillerieregiment Nr. 4 und der berittenen Hilfseinheit Nr. 43. Mit dieser Formation sollte Aurelian an der im Sommer 1941 gestarteten Kampagne teilnehmen.
Seine Brigade wurde dem XI. Armeekorps unter Führung des Infanteriegenerals Joachim von Kortzfleisch unterstellt. In den Kampf eingreifend, besetzte er einen Brückenkopf bei Călinești (Bălți). Am 4. Juli erreichte seine Brigade auf der Linie Edineț (Edinița) – Blescenăuți (Hotin), und drei Tage später besetzte er die Gebiete westlich von Moghilev am Dnjestr auf der Linie Ocnița – Secureni – Clocușna – Corestăuți (Hotin). Vom 17. bis 20. Juli folgten heftige Gefechte mit dem Ziel der Vertreibung der Sowjetarmee in den Zonen Leodora und Pădurea Vili, danach ebenso schwere am 22. und 23. des Monats bei Alexandrovca und Odaia, nach denen die 6. Brigade den Feind auf dem Rückzug verfolgte. Während der laufenden Militäraktionen wurde der General am 24. Juli 1941 vom Kommando seiner Brigade abgezogen und zur Disposition des „Ministeriums der Nationalen Verteidigung“ gestellt, wohl auf Befehl Marschall Ion Antonescus. Als formale Begründung gab General Ioan Mihail Racoviţă, ein entfernter Cousin an: „... aus Mangel an Voraussicht, Mangel an Initiative und fehlender Energie ...“. In der Tat hatte der Brigadier divergierende Ansichten. So hatte er ein übereiltes Überschreiten des Pruth um jeden Preis abblocken können, um seine Soldaten nicht massakrieren zu lassen, auch  lehnte er ab, die Tötung von Zivilisten zu billigen oder daran beteiligt zu werden, weil er ein ehrenhafter Soldat bleiben wollte.
Am 26. August 1941 wurde der Brigadier von General Ion Boițeanu persönlich informiert, seinen Rücktritt innerhalb von 24 Stunden einzureichen. Auf diese Weise teilte er das Schicksal Dutzender von Generälen und anderer hochrangiger Offiziere. Diese Vorkommnisse bleiben ein Thema, das noch von Historikern untersucht und dokumentiert werden muss. Racovitză zog sich am 1. September 1941 mit gutem Gewissen zurück.

## Epilog

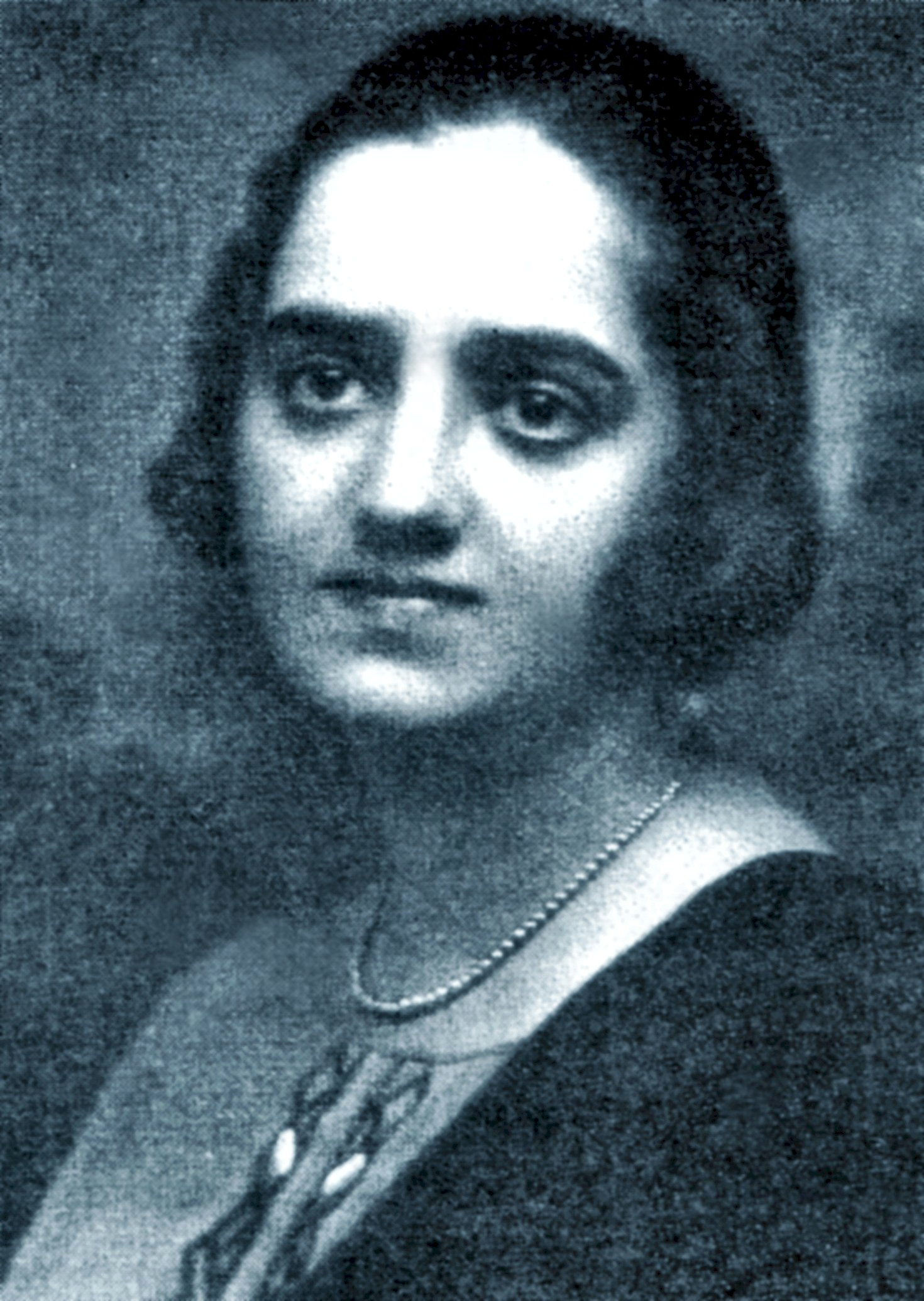
Gattin Florica von Flondor nach 1930

Aurel Racovitzăs Verhalten und Voraussicht verhinderten das Schicksal so mancher seiner nach dem Krieg angeklagten Kameraden, die häufig gefoltert und zu langen Zuchthausstrafen oder zum Tod verurteilt wurden. Er wohnte in Bukarest in ärmlichen Verhältnissen zusammen mit seiner zweiten Frau, der Pianistin Florica von Flondor (1897–1983) und seinen beiden Kindern, Maria Georgeta aus seiner ersten Ehe mit Elena Ionescu und Constantin (1936–1999) aus der zweiten. Krebskrank starb er im Eisenbahnerspital CFR 2 im Alter von 67 Jahren. Heute wohnt sein einziger Enkel Alexandru-Christian (* 1969) zusammen mit seiner Frau und seinem Sohn ebenfalls in der rumänischen Hauptstadt.

## Auszeichnungen
Die Auflistung nachfolgender Ehrenzeichen (Auswahl) basiert auf fotokopierten Originaldokumenten aus angegebenem Buch.
- Orden Avântul Țărei am 2. Januar 1914, für die Kampagne in Bulgarien 1913.
- Rumänisches Verdienstkreuz der Teilnahme am Krieg 1916–18 mit Kriegsdekoration am 1. Dezember 1919.
- Offizier des Ordens der Krone von Rumänien am 14. November 1922
- Ritter des Ordens des Sterns von Rumänien am 17. Mai 1929
- Kommandeur des tschechoslowakischen Ordens des Weißen Löwen am 3. Mai 1930 für seine diplomatischen Verdienste
- Großes Silbernes Ehrenzeichen für Verdienste um die Republik Österreich am 19. Januar 1933
- Offizier des Ordens des Sterns von Rumänien am 9. Mai 1935
- Komtur des polnischen Ordens Polonia Restituta am 7. Oktober 1938